# Кошмарный Марвин
Это статья об эпизоде 109 South Park. О персонаже South Park см. Кошмарный Марвин (персонаж). Об эпизоде 311 см «Кошмарный Марвин в космосе».
«Кошмарный Марвин» (англ. Starvin' Marvin, в другом переводе «Голодающий Марвин») — девятый эпизод сериала «Южный Парк», его премьера состоялась 19 ноября 1997 года. Несмотря на то, что он является девятым эпизодом первого сезона сериала, хронологически он вышел восьмым. Это первый в сериале эпизод, приуроченный к Дню благодарения.

## Сюжет
В канун Дня благодарения четверо друзей собираются дома у Картмана и смотрят спецвыпуск телешоу Терренса и Филлипа. Выпуск прерывается рекламой, где телеведущая Салли Стразерс просит присылать пожертвования в пользу голодающих детей Африки. Эрик издевается над этим, но, услышав, что можно получить в подарок спортивные часы, дети звонят по телефону.
На следующий день в школе мистер Гаррисон объявляет консервный сбор — дети должны принести банки с какими-нибудь консервами, которые в День благодарения будут розданы беднякам (включая семью Кенни). Внезапно на класс нападает стая свирепых индеек и всё разносит.
После окончания уроков дети мчатся домой за спортивными часами, но вместо часов к ним неожиданно приезжает маленький эфиоп (дети называют его «эфиропом» и делают вывод из одной из его фраз на особом клацающем языке, что его зовут Марвин — Кошмарный Марвин, как уточняет Эрик). Марвин очень нравится ребятам, и они решают оставить его себе.
Доктор Альфонс Мефесто приходит в офис мэра и пытается сказать о том, что генетически мутировавшие индейки, которых он создал, нападают на город, но мэр с помощниками смеются над ним. Тем временем индейки начинают нападать на людей. Дети показывают Марвина в классе, но мистер Гаррисон говорит, что держать дома эфиопа неправильно, и пишет донесение в специальную службу. Когда работники спецслужбы приходят в дом Картманов, чтобы забрать Марвина, тот сидит на диване и смотрит телевизор; они спрашивают, не видел ли он измождённого эфиопа. Марвин указывает на Картмана, и того увозят в Эфиопию. Однако никто не видит разницы: Лиэн общается с Марвином, как с Эриком, он выучивает несколько характерных для Картмана фраз и куда больше Картмана нравится Стэну, Кайлу и Кенни.
В День благодарения жители города собираются на площади. Проходит раздача пищи беднякам (по словам помощника мэра, «по принципу лототрона»), в ходе которой Кенни добывает банку стручковой фасоли. Неожиданно людей начинают атаковать индейки. Среди толпы распространяется паника. Мэр кричит в истерике.
Измождённый Картман мучается без пищи среди непонимающих его эфиопов. После долгого странствия по пустыне он внезапно обнаруживает здание, наполненное коробками с едой. Хозяйкой еды оказывается Салли Стразерс. Картман предлагает ей поделиться с ним едой, но та отказывает ему. Эрик сообщает об этом эфиопам.
В Саут-Парке начинается сражение с индейками. Шеф, одетый и раскрашенный как Уильям Уоллес из «Храброго сердца» произносит вдохновленную речь, убеждающую жителей города отбросить страх и не щадя своих жизней вступить в битву с птицами. Начинается всеобщее побоище (даже Айк отрывает одной птице голову), в ходе которого гибнет Кенни. Наконец, люди берут верх. Тем временем сотрудники спецслужб возвращаются в город за Марвином — они наконец-то заметили ошибку. Но юный эфиоп уже и сам желает вернуться на родину.
В последних кадрах эпизода Марвин возвращается в Африку. Из доставившего его самолёта выгружают погибших в Южном Парке индеек. Сородичи Марвина ликуют. На заднем плане Салли Стразерс привязана к вертелу. Семья погибшего Кенни благодарит Господа, пославшего им на ужин Дня Благодарения банку стручковой фасоли.

## Смерть Кенни
Кенни умирает во время битвы с индейками — те набрасываются на него и вырывают глаз. Когда Стэн произносит мораль, на заднем плане видно, как из глазницы Кенни вылезает крыса и убегает.

## Персонажи
В этом эпизоде впервые появляются:
- Кошмарный Марвин
- Стюарт Маккормик
- Миссис Маккормик
- Кевин Маккормик

В классе сидят (слева направо): Венди; Биби; Клайд; Пип; Картман; Токен; Кевин; Кайл; Дог Пу; Кенни; Стэн; Энни; Берта.

## Пародии
- Диалог Картмана и Венди о бедных людях (завершающийся фразой Эрика: «Отлично, вот и пусть сдохнут, чтобы поубавить избыточное население») взят из книги Диккенса «A Christmas Carol» (Картман произносит реплики, принадлежащие Скруджу). Мистер Гаррисон знает об этом — он говорит им: «Дети, хватит на сегодня Диккенса».
- Одежда и речь Шефа и предводителя индеек пародируют аналогичную сцену из фильма «Храброе сердце». Фразу из этого же фильма пародирует высказывание Шефа: «Каждая индейка смертна, но не каждая индейка живёт по-настоящему».
- Фраза Картмана «Мой Бог оставил меня» — реминисценция на библейскую фразу Иисуса «Мой Бог, мой Бог, почему ты оставил меня?»

## Факты
- Надпись на доске гласит:

Analogy & Comparison
Trees are to bushes as Buildings are to houses

David Duchovny is to tampons as Nougats are to chocolate

Перевод:

Аналогии и сравнения
Деревья для кустов — то же, что здания для домов.

Дэвид Духовны для тампонов — то же, что нуга для шоколада.

- Когда индейки нападают на класс, в нём можно заметить доску с изображением индеек или индюшатины и надписями «Вкуснятина!» (англ. Yum!). На другой доске — той, что висит за партами, — находится надпись «День индюшатины пришёл» (англ. Turkey Day Is Coming).
- Двое влюблённых, на которых нападают индейки у пруда, ранее появлялись на заднем плане в нескольких эпизодах. Также их можно заметить на заднем плане во время битвы с индейками.
- Кайл — еврей, но ест некошерную пищу — ветчину. Во многих других эпизодах также можно заметить, что вся семья Брофловски ест некошерную пищу (хотя они и довольно религиозны).
- Фразу «Я бы полсотни баксов за такого отдал», которую Пип говорит про Марвина, он ранее говорил в эпизоде «Слон занимается любовью со свиньёй» про вислобрюхого слоника.
- В этой серии опять появляется дважды погибший в предыдущих сериях мистер Маккормик (он стоит среди людей, слушающих Шефа). Поскольку здесь же появляется и настоящий отец Кенни, видимо, мистер Маккормик таковым не является. Также в толпе людей, выходящих на битву, можно заметить человека по имени Джонсон, который появлялся и превращался в зомби в эпизоде «Конъюнктивит».
- Салли Стразерс тоже смотрит спецвыпуск Терренса и Филлипа.
- Когда индейка выдирает глаз Кенни, можно заметить, что он голубого цвета.
- Накануне выхода эпизода агент комедийного актёра Джерри Сайнфилда позвонил Паркеру и Стоуну с предложением озвучить кого-либо в новом эпизоде; ему предложили озвучить кудахтанье одной из индеек, если быть точнее — «индейки № 29». Это напоминает то, как специально приглашённая звезда Джордж Клуни озвучит в эпизоде «Большой Эл-гомосек и его гомояхта» тявканье пса. Однако агент Сайнфилда не оценил шутки и отверг предложение[1][2].